# Стояново (Московская область)
Стояново — деревня в городском округе Черноголовка Московской области России.

## Население
| 1852 | 1859 | 1869 | 1899 | 1926 | 2002 | 2010 | 2013 |
| ---- | ---- | ---- | ---- | ---- | ---- | ---- | ---- |
| 195  | ↘179 | ↘145 | ↘87  | ↗194 | ↘19  | ↗32  | ↘26  |

## География
Деревня Стояново расположена на северо-востоке Московской области, в северо-восточной части городского округа Черноголовка, у границы с Ногинским районом, примерно в 47 км к северо-востоку от Московской кольцевой автодороги и 8 км к северу от центра города Черноголовки, по левому берегу реки Дубенки бассейна Клязьмы.
В 6,5 км севернее деревни проходит Фряновское шоссе Р110, в 11,5 км к юго-западу — Щёлковское шоссе А103 и Московское малое кольцо А107, в 11 км к северо-востоку — Московское большое кольцо А108. Ближайшие населённые пункты — село Стромынь, деревни Беседы, Ботово.
В деревне одна улица — Майский проезд, приписано садоводческое товарищество (СНТ).

## История
В середине XIX века сельцо Стояново относилось ко 2-му стану Богородского уезда Московской губернии и принадлежало штабс-капитану Александру Дмитриевичу Кошелеву. В сельце был 21 двор, крестьян 98 душ мужского пола и 97 душ женского.
В «Списке населённых мест» 1862 года — владельческое сельцо 2-го стана Богородского уезда Московской губернии по левую сторону Стромынского тракта (из Москвы в Киржач), в 29 верстах от уездного города и становой квартиры, при реке Дубенке, с 25 дворами и 179 жителями (90 мужчин, 89 женщин).
По данным на 1869 год — сельцо Аксёновской волости 3-го стана Богородского уезда с 38 дворами, 42 деревянными домами, хлебным магазином, бумаготкацким заведением и 145 жителями (67 мужчин, 78 женщин), из которых 6 грамотных. Имелось 23 лошади, 39 единиц рогатого и 15 единиц мелкого скота.
В 1913 году — 35 дворов, шёлковая фабрика М. С. Баруздина.
По материалам Всесоюзной переписи населения 1926 года — центр Стояновского сельсовета Аксёновской волости Богородского уезда в 9 км от Фряновского шоссе и 27 км от станции Богородск Нижегородской железной дороги, проживало 194 жителя (95 мужчин, 99 женщин), насчитывалось 44 хозяйства (43 крестьянских), имелась амбулатория.
С 1929 года — населённый пункт Московской области в составе:
- Беседовского сельсовета Щёлковского района (1929—1935)[16],
- Беседовского сельсовета Ногинского района (1935—1939)[17],
- Ивановского сельсовета Ногинского района (1939—1940)[18],
- Макаровского сельсовета Ногинского района (1940—1954)[19],
- Черноголовского сельсовета Ногинского района (1954—1963, 1965—1975)[20][21],
- Черноголовского сельсовета Орехово-Зуевского укрупнённого сельского района (1963—1965)[20],
- посёлка Черноголовка Ногинского района (административное подчинение, 1975—2005)[21],
- городского округа Черноголовка (2005 — н. в.)[22].